# CA Villa Teresa
Club Atlético Villa Teresa is een Uruguayaanse voetbalclub uit de hoofdstad Montevideo. De club werd opgericht op 1 juni 1941. De thuiswedstrijden worden in het Parque Salus gespeeld, dat plaats biedt aan 4.000 toeschouwers. De clubkleuren zijn rood-wit. De club promoveerde in 2015 voor het eerst naar de hoogste klasse, maar degradeerde al weer na één seizoen.
Albion · 
Atenas · 
Central Español · 
Cerrito · 
Juventud ·
Racing ·
Rampla Juniors ·
Rocha ·
Sud América · 
Tacuarembó · 
Villa Española · 
Villa Teresa